# Városföld
Városföld är en ort i Ungern.   Den ligger i provinsen Bács-Kiskun, i den centrala delen av landet, 90 km sydost om huvudstaden Budapest. Városföld ligger 108 meter över havet och antalet invånare är 2 248.
Terrängen runt Városföld är mycket platt. Runt Városföld är det ganska tätbefolkat, med 120 invånare per kvadratkilometer. Närmaste större samhälle är Kecskemét, 11,1 km nordväst om Városföld. Trakten runt Városföld består till största delen av jordbruksmark.